# Fimbristylis aspera
Fimbristylis aspera är en halvgräsart som först beskrevs av Heinrich Adolph Schrader, och fick sitt nu gällande namn av Johann Otto Boeckeler. Fimbristylis aspera ingår i släktet Fimbristylis och familjen halvgräs. Inga underarter finns listade i Catalogue of Life.